# آساویو
آساویو (به لاتین: Asavyo) یک کوه در اتیوپی است که در منطقه اداری ۲ (عفر) واقع شده‌است. آساویو ۱٬۳۲۴ متر بالاتر از سطح دریا واقع شده‌است.